# Шупрович Ігор Ігорович
І́гор І́горович Шупро́́вич (народився 20 липня 1991 в Києві — помер 28 вересня 2023, в районі населеного пункту Новомихайлівка, Донецької області) — солдат, мешканець Носівки, загинув на Російсько-українській війні, нагороджений орденом «За мужність» (посмертно).

## Життєпис
Народився в м. Київ. Згодом родина переїхала в місто Носівку Чернігівської області. Ігор навчався в Носівській школі № 1, далі працював. Останнє місце роботи до мобілізації — працівник складу.
Служив розвідником-сапером 1 відділення розвідувального взводу 3 десантно-штурмового батальйону 79-ї окремої десантно-штурмової бригади.
Поліг у бою під час виконання бойового завдання в районі населеного пункту Новомихайлівка, Донецької області.
Похований в Носівці на кладовищі по пров. Троїцький.

## Родина
У загиблого лишилася мама Світлана Володимирівна, сестра Марія.

## Відзнаки
Медаль «За службу в розвідці» від командира 79-ї окремої десантно-штурмової бригади Ігор отримав особисто.
Орден «За мужність» ІІІ ступеня (посмертно).